# Caulnes
Caulnes (bretonisch Kaon; Gallo Cawn) ist eine Gemeinde mit 2506 Einwohnern (Stand 1. Januar 2022) in Frankreich. Sie liegt in der Region Bretagne und im Département Côtes-d’Armor und im Kanton Broons, der zum Arrondissement Dinan gehört. Die Bewohner bezeichnet man als Caulnais bzw. Caulnaises.

## Geografie
Die Gemeinde liegt 20 Kilometer südwestlich der Stadt Dinan. Durch die Gemeinde fließt die Rance sowie ihr Zufluss Frémeur.

## Geschichte
Da auf Gemeindegebiet Überreste gallo-römischer Thermen aus dem 4. Jahrhundert gefunden wurden, muss die Gegend schon sehr früh besiedelt worden sein.
Die Gemeinde gehörte von 1793 bis 1801 zum Distrikt Broons und war Hauptort des Kantons Caulnes. 1801 wurde der Distrikt aufgelöst und Caulnes durch Saint-Jouan-de-l’Isle als Kantonshauptort abgelöst. Seit Dezember 1881 ist Caulnes wieder Hauptort des Kantons.

### Bevölkerungsentwicklung
| Jahr                                                    | 1921 | 1931 | 1946 | 1954 | 1962 | 1968 | 1975 | 1982 | 1990 | 1999 | 2007 | 2016 |
| ------------------------------------------------------- | ---- | ---- | ---- | ---- | ---- | ---- | ---- | ---- | ---- | ---- | ---- | ---- |
| Einwohner                                               | 2120 | 1834 | 1822 | 1990 | 1942 | 2016 | 2278 | 2474 |      |      |      |      |
| Quellen: Cassini und INSEE Ab 1962: nur Hauptwohnsitze. |      |      |      |      |      |      |      |      |      |      |      |      |

## Sehenswürdigkeiten

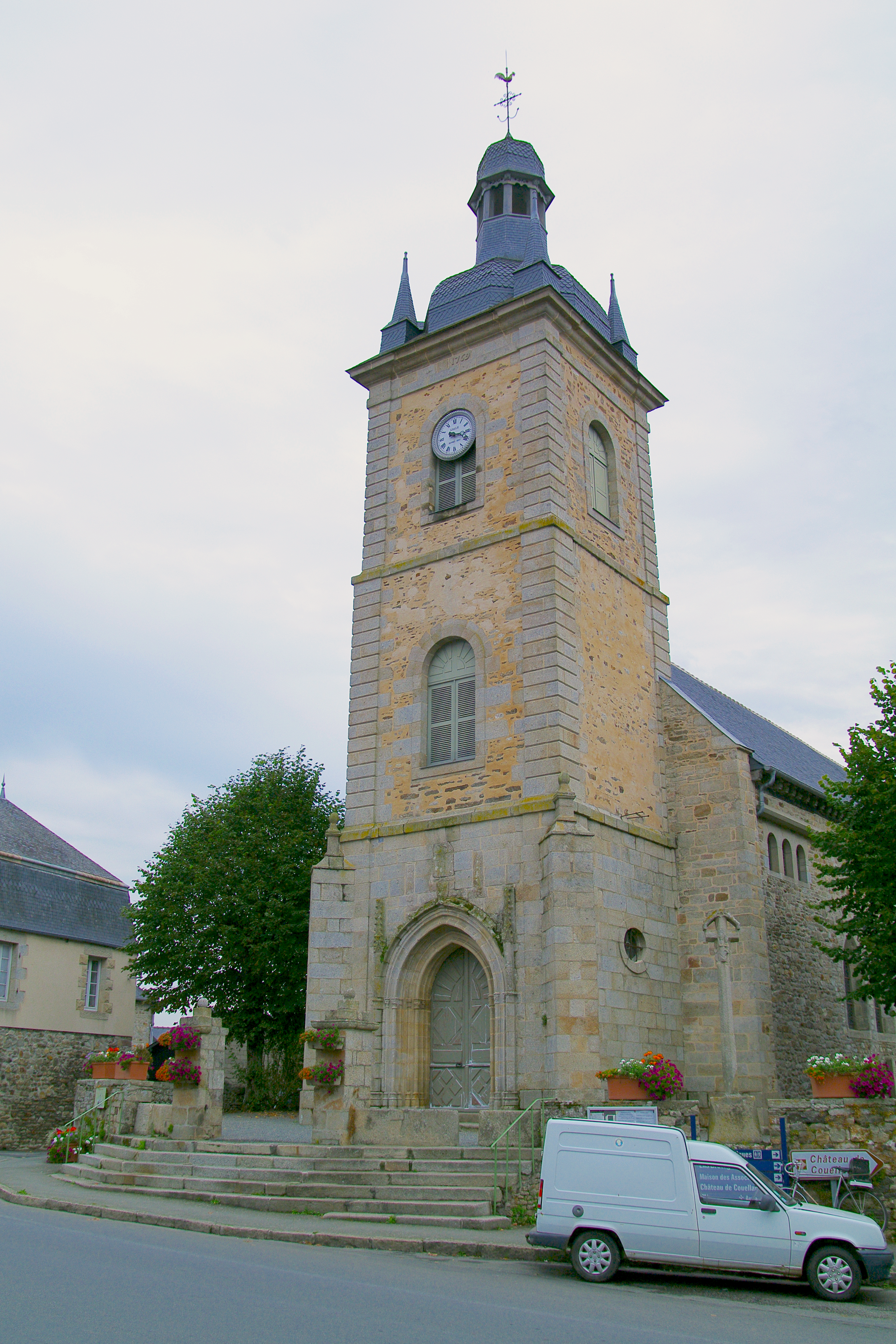
Kirche Saint-Pierre

Siehe auch: Liste der Monuments historiques in Caulnes
- Die Kirche aus dem 15. Jahrhundert mit einer Statue von Saint-Pierre (Petrus) aus dem 14. Jahrhundert.
- eine durch Wasserkraft angetriebene Mühle in L’Écoublière
- verschiedene Häuser aus dem 18. Jahrhundert
- Kreuze in La Landelle und Launay-Coaffel
- Pfarrhaus aus dem 18. Jahrhundert
- Herrenhaus nördlich des Dorfes

## Infrastruktur
Der Ort liegt an einer Straßenkreuzung von Nord nach Süd (die D 766 von Dinan nach Vannes) und West nach Ost (die Nationalstraße 12 von Brest-Saint-Brieuc nach Rennes).
Die Bahnstrecke Paris–Brest führt durch die Gemeinde. Am Haltepunkt Caulnes halten TER-Züge von und nach Rennes und Saint-Brieuc. Die Gemeinde ist zudem durch die Buslinie von Montauban nach Dinan ans Netz des Öffentlichen Verkehrs angeschlossen.
In Caulnes gibt es eine regional bedeutende Landwirtschaftsschule.

## Persönlichkeiten
- Alain Nogues (* 1948), Radrennfahrer